# Kenneth Guscotte Rea

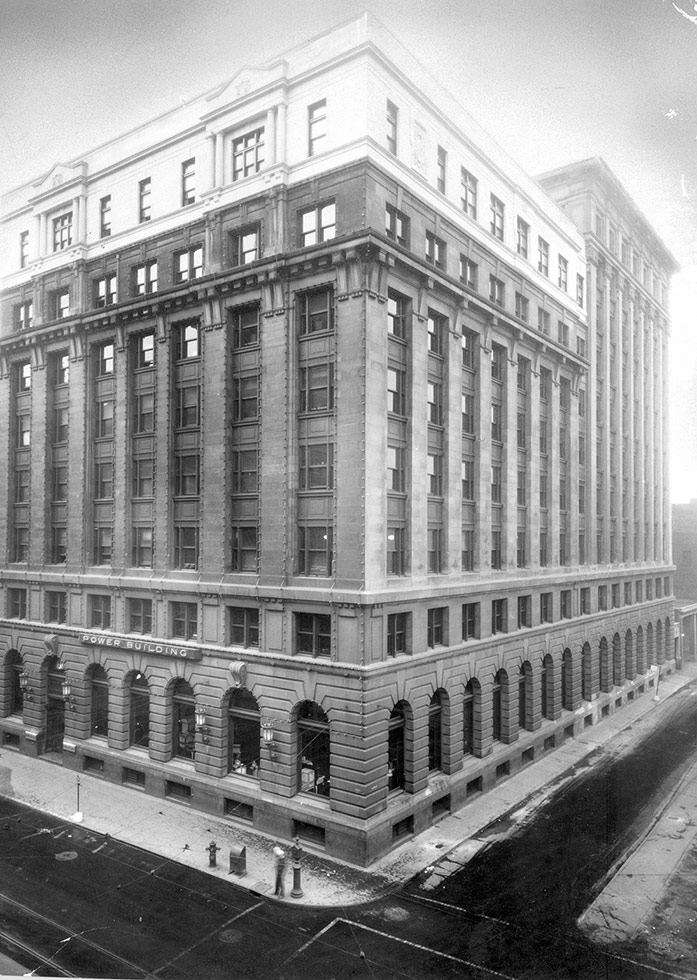
Siège social de la Montreal Light, Heat and Power, situé à l'angle des rues Craig et Saint-Urbain

Kenneth Guscotte Rea né le 24 juin 1878 et mort le 6 septembre 1941 à Montréal est un architecte anglo-québécois.

## Jeunesse
Né au 57, côte du Beaver Hall, Rea étudie à la High School of Montreal et étudie l'architecture à l'Université McGill.

## Carrière
En 1894, il devient apprenti chez Alexander Francis Dunlop. En 1900, il s'installe à Boston et travaille pour le cabinet Shepley, Rutan and Coolidge (en), et en 1902, à New York, pour le cabinet Cram, Goodhue and Ferguson où il conçoit des églises et l'académie militaire de West Point. En 1905, Rea revient à Montréal et devient partenaire de la Montreal Light, Heat and Power, incluant la conception de leur siège social en 1907. Il pratique l'architecture à son compte et conçoit plusieurs édifices commerciaux dont l'édifice National-Trust au 225, rue Saint-Jacques, ainsi que de nombreuses résidences dans le Mille carré doré de Montréal. Il est responsable des ajouts majeurs à la High School of Montreal (1924). En 1916, il se marie Claire Hamilton Raiguel. Il est un compagnon du Royal Institute of British Architects,,,,.